# Нейронет
Нейроне́т (англ. NeuroNet, NeuroWeb, Brainet) или Web 4.0 — один из предполагаемых этапов развития Всемирной паутины, в котором взаимодействие участников (людей, животных, интеллектуальных агентов) будет осуществляться на принципах нейрокоммуникаций. По прогнозам, должен заменить собою Web 3.0 приблизительно в 2030—2040 годах.

## История

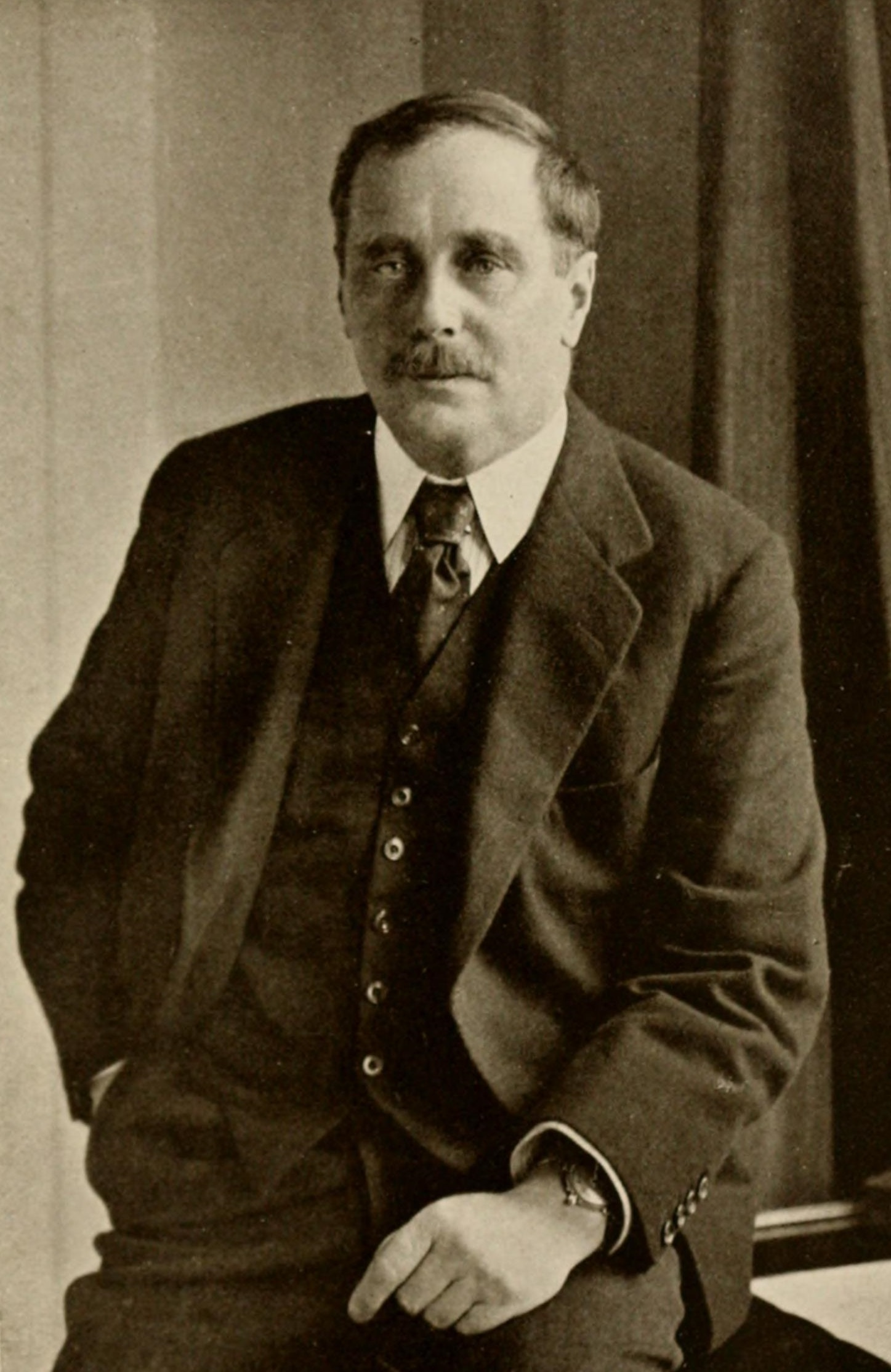
Герберт Уэллс, автор «Мирового мозга».

Идеи, на которых базируется понятие Нейронета, насчитывают не одно десятилетие. В первую очередь речь идёт о возможности усиления интеллекта человека по аналогии с увеличением физической силы, озвученной Уильямом Эшби во «Введении в кибернетику» (1956 год), а затем развитой Джозефом Ликлайдером в статье «Человеко-компьютерный симбиоз» (1960 год) и Дугласом Энгельбартом в отчёте «Дополнение человеческого интеллекта: концептуальная основа» (1962 год) в понятие экзокортекса — внешней для человека системы обработки информации. В 1973 году в статье «К прямой связи между мозгом и компьютером» Жак Видаль (англ. Jacques J. Vidal) впервые употребил термин нейрокомпьютерный интерфейс, а в 1998 году Филлип Кеннеди (англ. Philip Kennedy) и Рой Бакай (англ. Roy Bakay) из Университета Эмори в Атланте имплантировали первый такой интерфейс пациенту по имени Джонни Рэй (англ. Johnny Ray).
Во вторую очередь, речь о перспективе возникновения глобального мозга, мысль о котором восходит ещё к сборнику рассказов Герберта Уэллса «Мировой мозг» (1936—1938 годы). Чуть позже Пьер Тейяр де Шарден, развивая идею Эдуарда Леруа о ноосфере, сформулировал в «Феномене человека» (1938—1940 годы) понятие о точке Омега — моменте, когда вся совокупность человеческих сознаний сложится в некое высшее сознание. Валентин Турчин в книге «Феномен науки: Кибернетический подход к эволюции» (1973 год) ввёл понятие кванта эволюции — метасистемного перехода. В результате одного из таких переходов станет возможна физическая интеграция индивидуальных нервных систем с созданием потенциально бессмертных человеческих сверхсуществ. Первой научной публикацией на тему стала статья Готфрида Майер-Кресса (англ. Gottfried Mayer‐Kress) и Кэтлин Барцыс (англ. Cathleen Barczys) «Глобальный мозг как структура, развивающаяся из всемирной компьютерной сети, и последствия этого вывода для моделирования» (1995 год). С 2013 года появились эксперименты на тему возможности прямой связи от мозга к мозгу (Sam A. Deadwyler et al., Miguel Pais-Vieira et al., Carles Grau et al., Rajesh P. N. Rao et al.).
В 2011 году известный создатель нейрокомпьютерных интерфейсов бразилец Мигель Николелис в своей книге «Без границ» (англ. Beyond boundaries: the new neuroscience of connecting brains with machines — and how it will change our lives) предложил для названия будущей мозго-сети слово «Брейнет» (англ. Brainet, brain-net). Термин же «нейронет» (англ. neuronet, neuro-net) первоначально использовался для обозначения искусственных нейронных сетей. Новое его понимание как названия следующего после Семантической паутины поколения глобальной коммуникационной сети стало складываться в России начиная с 2012 года. В частности, в данном значении Нейронет упоминался в ноябре того года на Полит.ру, а в марте 2013 года в статье журнала «Русский репортёр», посвящённой деятельности участников движения «Россия 2045», со ссылкой на американского футуролога Рэймонда Курцвейла. Выступая в феврале 2005 года на конференции TED, Курцвейл предсказывал, что к 2029 году человек начнёт сливаться с техникой. А во время выступления на конференции DEMO в Санта-Кларе (Калифорния) в октябре 2012 года он говорил о будущем расширении возможностей мозга за счёт облачных вычислений, то есть об экзокортексе. В августе 2013 года термин Нейронет озвучивал профессор Московской школы управления «Сколково» Павел Лукша на проводившемся Агентством стратегических инициатив (АСИ) «Форсайт-флоте», а также в ходе презентаций результатов форсайт-проекта «Образование 2030».
16 октября 2014 года в офисе Российской венчурной компании (РВК) прошёл экспертный семинар «Дорожная карта Нейронета» с участием Стивена Данна (англ. Stephen Dunne), директора Starlab Neuroscience Research; Карен Кейси (англ. Karen Casey), создательницы Global Mind Project; Рэндала А. Куне, генерального директора научного фонда Carboncopies.org и основателя компании NeuraLink Co.; Михаила Лебедева, старшего научного сотрудника в Центре нейроинженерии Департамента нейробиологии в Медицинском центре Университета Дьюка (лаборатория М. Николелиса); Евгения Кузнецова, заместителя генерального директора РВК. Вели семинар сооснователи Российской группы Нейронета Павел Лукша и Тимур Щукин, а также руководитель службы развития инновационной экосистемы РВК Георгий Гоголев.
По поручению АСИ группа «Конструкторы сообществ практики» подготовила доклад по будущим нейрорынкам. 1 июля 2015 года Президенту России был представлен первый доклад о Национальной технологической инициативе (НТИ) — долгосрочной программе, которая должна обеспечить к 2035 году лидерство России на глобальных технологических рынках. Накануне, в мае того же года Нейронет присутствовал в числе 9 рынков НТИ, обсуждавшихся в ходе очередного «Форсайт-флота». АСИ и РВК должны провести экспертизу «дорожной карты» НТИ по рынку Нейронета и согласование её с федеральными органами исполнительной власти в срок до 1 января 2016 года.

## Описание

### Предпосылки

#### Неэффективность коммуникаций
Первой предпосылкой является несоответствие между высоким потенциалом человеческого головного мозга и состоянием тех органов, которые отвечают за информационный обмен человека с внешней средой. С одной стороны, мозг устроен намного эффективнее компьютера: для полного моделирования работы мозга необходим суперкомпьютер, потребляющий приблизительно 12 ГВт, в то время как потребляемая мощность самого мозга составляет всего около 20 Вт. С другой стороны, мозг используется неэффективно, о чём свидетельствуют характерные для человека ошибки в общении (шумы), вызываемые разными причинами (физиологический, психологический шумы, семантический и социально-культурный барьеры). Важным барьером восприятия является неразвитая картина мира, объясняющаяся недостатком опытного знания. По мнению Павла Лукши, качество коммуникаций возросло бы, появись возможность передачи жизненного опыта из мозга в мозг напрямую (данное предложение соответствует представлению ТРИЗ об идеальном конечном результате). Также выросло бы качество принятия решений, если бы специальное устройство усиливало сигналы мозгового «детектора ошибок», когда человеку улавливать их мешает эмоциональное состояние. Особо следует сказать об ошибках коммуникации, вызванных речью: в философии языка существовало даже направление языкового скептицизма (Гуго фон Гофмансталь), отказывавшее языку в способности к выражению.
Одной из причин спроса на повышение эффективности взаимодействия мозга с внешней средой является потребность в предупреждении и устранении последствий заболеваний. Так, растут психические нагрузки на человека, в результате уровень потерь Евросоюза от депрессий превысил 300 млрд. евро в год. Ещё 600 млрд евро ежегодно Европа тратит на лечение заболеваний центральной нервной системы. В России за период 2000—2012 годов число детей в возрасте от 0 до 14 лет с впервые установленным диагнозом неврологического заболевания увеличилось на 33,5 %. Поэтому неизбежно развитие устройств скрининга, в том числе на основе нейроинженерии, методов нейропротезирования. При этом не исключено, что электронные имплантаты позволят инвалидам преодолеть традиционные границы восприятия: например, обзавестись ночным зрением. Данное преимущество нейропротезов может заинтересовать военных и спортивную медицину.

#### Развитие техники
В попытках создания компьютера, эффективность устройства которого приблизилась бы к мозгу (нейрокомпьютера), неизбежно выполнение работы по составлению карты мозга, что уже реализуется в ряде международных проектов. Появление такой карты позволит в качестве побочного эффекта создавать искусственные каналы прямого взаимодействия с мозгом.
Не меньшие последствия должно иметь ожидаемое появление такой части Web 3.0, как Интернет вещей. Оно приведёт к возникновению коммуникации между вещами, объединёнными в сенсорные сети. Будущие коммуникации неизбежно станут антропоцентричными, в силу хотя бы известного философии техники понятия органопроекции (нем. Organprojektionsthese), то есть их целью будет выстраивание вокруг человека определённого индивидуального пространства. Такая цель вынудит человека оттачивать удобные для коммуникаций с вещами интерфейсы и протоколы передачи данных, настроенные на выявление человеческой индивидуальности. Сам факт возможности общения вещей (будущее состояние именуется разумной средой) напоминает собой оживление материи (см. гилозоизм), от которого останется только шаг до полного слияния человека с природой путём переноса сознания на искусственные носители (см. цифровое бессмертие). Наработки Интернета вещей создадут технический фундамент для перехода к Нейронету.

#### Эволюционные вызовы

Линия эволюции.

Ряд мыслителей развивают идею о том, что в 1-й половине XXI века человечество окажется в точке бифуркации. Например, известно предупреждение основателя Будапештского клуба Эрвина Ласло о предстоящем макросдвиге (англ. macroshift): гипертрофированные экологический след и социальное неравенство подводят мир к моменту, в котором случится либо социальный коллапс (см. также гибель человечества), либо обещанный Валентином Турчиным метасистемный переход. По сути о глобальном переходе говорит также понятие сингулярности. Общим местом является и критика подмены традиционных ценностей стандартами общества потребления, разжигающими в человеке низменные побуждения. Наконец, беспокойство философов вызывает риск восстания искусственного интеллекта. Интересную вариацию на тему данного риска озвучил доктор психологических наук Сергей Сергеев: Всемирная паутина является сложной системой, а такие системы являются самоорганизующимися. Каким образом самоорганизация Сети затронет человека, ещё неизвестно.
По словам доктора философских наук Давида Дубровского, преодоление накапливающихся глобальных проблем возможно продолжением антропогенеза по одному из двух путей: либо изменяя биологическую природу человека (евгеника), либо стремясь воплотить разум в небиологической самоорганизующейся системе. Второй путь представляется Дубровскому более предпочтительным. Этот путь трансгуманисты (Александр Лоран) видят в создании нейросообщества как носителя глобального мозга. Жюль де Росней в книге «L’Homme symbiotique» (1995 год) предположил, что формирование надчеловеческого планетарного сознания будет возможно только в случае наличия прямой связи деятельности мозга и высокоскоростных компьютерных сетей.

### Основные характеристики
Согласно определению Брейнета, которого придерживается коллектив лаборатории М. Николелиса, это объединённая с помощью прямых интерфейсов «мозг-мозг» сеть, состоящая из мозга множества животных, способных взаимодействовать и обмениваться информацией в режиме реального времени, тем самым формируя новый тип компьютерных устройств — органический компьютер. Данное определение близко к предложенному Анатолием Левенчуком понятию «слабого Нейронета» (по аналогии с сильным и слабым искусственным интеллектом).
Главным же образом в России под Нейронетом понимается не новый вид компьютера, а будущая коммуникационная среда, которая объединит на базе нейротехнологий человеческие (и не только) разумы, коллективы и интеллектуальных агентов, позволяя им обмениваться мыслями, чувствами и знаниями, содержащимися во внутреннем мире участников (в том числе неявными). В основе сетевого пакета будет лежать принцип прямого информационного воздействия на мозговые центры, минуя органы чувств. Для построения такой сети необходимо решить проблемы понимания мозга, создания специальных интерфейсов и сетевых протоколов.

#### Понимание мозга

Устройство для чтения мыслей (миелофон) из фильма «Гостья из будущего» (1984).

Решение задачи прочтения мозга имеет первостепенное значение для создания Нейронета. Философии сознания не первый век известна проблема соотношения тела и сознания (англ. mind-body problem). Смысл проблемы в том, что явлениям субъективной реальности нельзя приписать физические свойства. На текущем этапе учёным не удаётся пока установить даже конечное число состояний сознания, в то время как для их оцифровки необходимо задать интервал значений даже при использовании нечётких множеств.

#### Устройства ввода-вывода
Важность интерфейсов обусловлена тем, что для взаимодействующих объектов непосредственным партнёром в коммуникации выступает именно интерфейс. Для нейрокоммуникации необходимы как устройства вывода для фиксации активности мозга, так и устройства ввода для воздействия на мозг. Принципиальная возможность создания интерфейсов для обмена информацией по линии «мозг-компьютер-мозг» обусловлена следующими тезисами: 1) о материальном единстве природы на уровне наночастиц (это одна из основ концепции НБИК-конвергенции); 2) об инвариантности информации — одна и та же информация может быть воплощена и передана разными по своим физическим свойствам носителями (это частный случай принципа изофункционализма систем).
В научных экспериментах в качестве первых нейрокомпьютерных интерфейсов использовались электронные имплантаты. Меньшую эффективность показывают пока неинвазивные решения на основе электроэнцефалографии (ЭЭГ). Возможно, в будущем главной формой интерфейса станет незаметная умная пыль; по крайней мере, согласно концепции ubicomp Марка Вейзера, наиболее глубокими и совершенными технологиями являются те, которые «исчезают» (что похоже на определение идеальной технической системы в ТРИЗ).

#### Протоколы связи
По мнению А. Левенчука, передача данных должна осуществляться по специальному протоколу, названному им «Нейровебом» (англ. NeuroWeb). Последний будет действовать как протокол прикладного уровня поверх сетевого протокола TCP/IP. По сети будут передаваться данные о состоянии и активности мозга, которые пока сложно охарактеризовать более конкретно. Вероятно, системе целесообразно функционировать на неком едином, универсальном языке смыслов (см. Семантическая паутина), с машинным переводом между этим языком и языком каждого отдельного мозга.

## Предполагаемые этапы развития
Представления об этапности в развитии Нейронета по понятным причинам различаются. Так, по мнению М. Лебедева, подключение мозга к глобальным сетям будет доступно богатым людям к 2020 году, ещё через 5 лет Нейронет станет общедоступным товаром, а к 2030 году эта тема уже утратит научный интерес. С точки зрения директора Химико-биологического института Балтийского федерального университета Максима Патрушева, Нейронет заменит собой Интернет максимум к 2035 году. Рэймонд Курцвейл обещает гибридизацию мышления после 2030 года. Ханс Моравек ожидает подключения человеческого мозга к искусственному аппарату в момент наступления технологической сингулярности в 2045 году.
В презентации Павла Лукши на экспертном семинаре «Дорожная карта Нейронета» в РВК в октябре 2014 года были выделены три этапа на пути движения к Нейронету: 1) Биометринет (пред-Нейронет) — с 2014 по 2024 годы; 2) зарождение Нейронета — с 2025 по 2035 годы; 3) возникновение полноценного Нейронета — после 2035 года. Ниже рассмотрены этапы становления Нейронета, предложенные в докладе по нейрорынкам, разработанном для АСИ.

### Первый этап (2015—2020)
На первом этапе неравномерно возникают ростки будущей сети. Коннектом человека в общем виде составлен, учёные заняты созданием универсального коннектома. Моделирование мозга как целого пока не завершено, но уже замоделированы целые его разделы. Главной тенденцией первого этапа является распространение носимых устройств с биологической обратной связью (БОС), к Интернету вещей повсеместно подключается бытовая техника, распространяются системы дополненной реальности. Разрядность аналого-цифровых преобразователей повышается до 32 бит, что позволяет увеличить динамический диапазон интерфейсов. Решается проблема передачи электроэнергии через нательную компьютерную сеть. Носимые устройства накапливают массивы больших данных, появляется самостоятельная ниша биометрических BigData.
Возникают первые образцы искусственных мышц, биопротезы и экзоскелеты используются для восстановления и усиления человеческих способностей. Завершены проекты безголосового общения вроде Silent Talk. Фармацевтику начинает теснить биоэлектронная медицина. Носимые устройства применяются в психотерапии и групповой работе. В бизнес-школах обучают управлению простейшими психическими состояниями (расслабление, сосредоточение внимания).
Постепенно распространяются и совершенствуются интеллектуальные персональные программные агенты. Нейротехнологии выходят на рынок домашних животных, поскольку на нём меньше правовых ограничений для внедрения новых решений. В экономике постепенно накапливается опыт кооперативного взаимодействия (краудсорсинг, совместное потребление), совершенствуется программное обеспечение совместной работы.

### Второй этап (2020—2030)
Возникает пролог Нейронета, состоящий из двух направлений. Во-первых, это «биометрический Веб» как сеть устройств, считывающих физиологические параметры человека. Картирование мозга уже завершено, учёные переключились на моделирование сначала отдельных психических процессов, затем на воссоздание психических состояний. Также исследователей интересует эволюция мозга и «нейрогеном» человека. Высокотемпературные сверхпроводники резко снизили стоимость магнитоэнцефалографии (МЭГ), нейроинтерфейсы становятся малозаметными, проникают внутрь человеческого тела, появляется возможность их взаимодействия с областью бессознательного. Системы дополненной реальности передают не только изображения, но также звуки, запахи, тактильные ощущения. Дешевизна нейроинтерфейсов превращает их в общепринятый стандарт человеко-компьютерного взаимодействия. Возникает рынок продажи данных о поведенческих стратегиях, поставщиками их являются производители программного обеспечения для носимых устройств.
Могут быть искусственно продублированы многие системы организма: иммунная система, периферическая нервная, поддержание состава крови и т. д. Пополняется список изученных естественных изменённых состояний сознания. Возникают автоматические стимуляторы состояний (при этом ими поддерживаются далеко не только функции расслабления или повышения концентрации), в групповой психотерапии используется обмен эмоциями, созданы системы ускоренного обучения. Реализован семантический перевод, появляются первые прецеденты описания нервной семантики. Возможно появление электронно-биологических стандартов работы с данными и протоколов, адаптированных к субклеточным процессам, не исключено применение квантовой криптографии.
Во-вторых, речь о «коллаборационном Вебе» — организационной модели, способной вовлечь в упорядоченную целенаправленную коммуникацию человека с любыми компетенциями. Благодаря стандартизированным API различные социальные сети интегрированы в то, что можно охарактеризовать как «Сеть сетей». Традиционные системы управления перестают справляться с обработкой многообразия сигналов, генерируемого Интернетом вещей. В моду входят методология мягких систем и организационная гибкость, в системах поддержки взаимодействия растёт роль компьютера в качестве медиатора. Для управления рисками применяются компьютерные экспертные системы. Проводятся первые эксперименты Нейронета, создание нейроколлективов востребовано в массовых многопользовательских онлайн-играх.

### Третий этап (2030—2040)
На данном этапе возникают и постепенно расползаются полноценные очаги Нейронета. Учёные принимают тезис о социальности сознания, мышления и психики, вследствие чего от моделирования мозга переходят к моделированию коллективов. Предпринимаются попытки собрать модель гибридного разума. Датчики близятся к наноразмерности, помимо роботов обычных размеров возникают коллективы квази-живых микророботов. Нейроинтерфейсы на базе МЭГ (магнитоэнцефалография) распространены так же, как сегодня[когда?] мобильные телефоны. Электронные устройства начинают испытывать конкуренцию со стороны оптогенетических субклеточных интерфейсов.
Многие профессиональные виды деятельности осуществляются в изменённых состояниях сознания, причём конструируются искусственные виды таких состояний. Семантическая паутина дополняется «биосемантикой» (под ней понимаются семантические аналоги деятельности биосистем). Появляются протоколы передачи «сырых» нейроданных, возникают первые прецеденты нейросообществ. Основа подобных сообществ — экзокортекс и объединённые вокруг него люди, коллективы и интеллектуальные агенты. В нейроколлективах становятся возможны прямая передача опыта через сонастройку людей, создание искусственного опыта. Нейронет помогает в разрешении индивидуальных и групповых конфликтов.

### Четвёртый этап (после 2040)
Нейронет охватывает область коммуникаций целиком.

## Инфраструктура по странам

### США

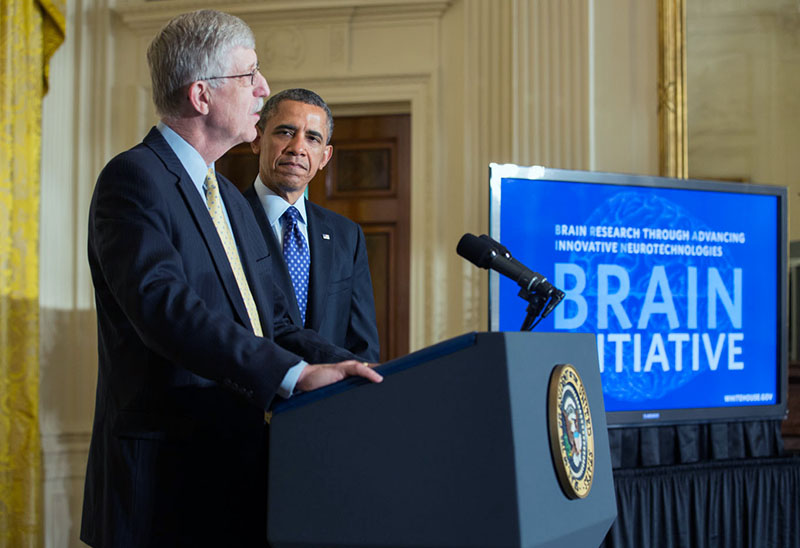
Френсис Коллинз и Барак Обама объявляют о BRAIN Initiative (2013).

Ещё в 2001 году Национальный научный фонд США выдвинул т. н. NBIC-инициативу, одной из целей которой заявлялось улучшение человека. Последующие проекты являлись шагами по её реализации. В 2008 году DARPA инициировала программу SyNAPSE (Systems of Neuromorphic Adaptive Plastic Scalable Electronics) стоимостью $106 млн на 5 лет, направленную на масштабирование нейроморфных технологий до уровня живых существ. В программе приняли участие такие компьютерные гиганты, как IBM (подразделение IBM Research) и Microsoft. В 2010—2015 годах осуществлялся Human Connectome Project с бюджетом $100 млн, задачей которого было построение карты связей нейронов мозга человека. За 2011 год Национальные институты здравоохранения профинансировали по направлению нейронаук 16 тыс. грантов на общую сумму $ 5,55 млрд.
В 2014 году в составе DARPA был образован отдел биотехнологий, на период 2014—2024 годов объявлен правительственный проект BRAIN Initiative, затраты на который составят $300 млн ежегодно. Задача последнего проекта в том, чтобы понять человеческий мозг, найти новые пути лечения и предотвращения нейродегенеративных заболеваний (таких, как болезнь Альцгеймера, эпилепсия и травмы мозга). Программа предусматривает участие частного сектора не только в качестве исполнителей (вроде Google X), но и в расходах. Так, со стороны частных фондов предоставлены следующие обещания:
- Allen Institute for Brain Science[англ.] будет выделять $60 млн ежегодно на исследование активности мозга, приводящей к восприятию и принятию решений;
- Howard Hughes Medical Institute[англ.] — $30 млн долларов на развитие новых технологий визуализации и понимания, как информация хранится и обрабатывается в нейронных сетях;
- Salk Institute for Biological Studies[англ.] — $28 млн на развитие глубокого понимания мозга от отдельных генов до нейрональных сетей и поведения;
- Kavli Foundation[англ.] — $4 млн ежегодно на расширение знаний в области лечения инвалидизирующих заболеваний и состояний.

### Европа
Европейские проекты стали реакцией на американскую NBIC-инициативу. В то же время Европу в исследованиях мозга интересуют перспективы геронтологии, ведь к 2050 году на Старом континенте ожидается 28 % населения в возрасте 65 лет и старше. Первым стартовал в 2005 году совместный проект Федеральной политехнической школы Лозанны и IBM под названием Blue Brain Project, посвящённый компьютерному моделированию неокортекса человека. Сейчас в ЕС ведётся проект по координации между ключевыми участниками исследований человеко-компьютерного взаимодействия BNCI Horizon 2020, заменивший собой осуществлявшийся в 2010—2011 годах FutureBNCI. Затем, Евросоюз реализует собственный Human Brain Project стоимостью 1,2 млрд евро, являющийся частью программы FET Flagships. Финансирование его предусмотрено восьмой рамочной программой ЕС по развитию научных исследований и технологий (2014—2020 годы). .
В университете Твенте (Нидерланды) работает консорциум по созданию искусственного аналога нервно-мышечного синапса для взаимодействия человека и экзоскелета. Лаборатория биоробототехники Свободного университета Берлина занимается биомиметикой — учёные создают роботов по «моделям» змей, дождевых червей, рыб, программируют рои роботов по моделям пчёл.

### Азия

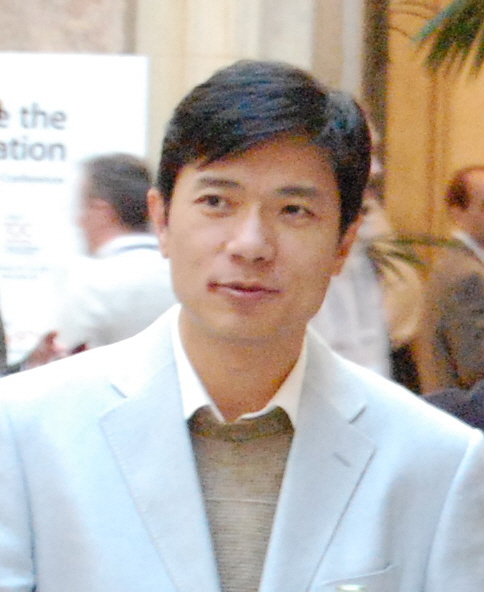
Робин Ли, автор инициативы «China Brain».

На Востоке крупнейшими исследовательскими проектами являются рассчитанный на 10 лет японский Brain/MINDS Project и 5-летний китайский Сhina Brain Project (осуществлялся Уханьским университетом, в нём участвовал Хьюго Де Гарис). С 1999 года в Китае было поддержано более 50 проектов в направлении исследования мозга и его дисфункций, а в 2010 году сформулирована концепция «Brainnetome», охватывающая 5 направлений изучения нейронных сетей мозга: идентификацию; динамику и характеристики; функциональность и дисфункции; генетические основы; имитацию и моделирование. В 2011 году запущен Research Plan for Neural Circuits of Emotion and Memory, с бюджетом 200 млн. юаней на 8 лет. Китайская академия наук утвердила в 2012 году стратегическую приоритетную научно-исследовательскую программу «Functional Connectome Project» стоимостью 300 млн юаней на 5 лет (с возможностью пролонгирования на 5-10 лет). Целью программы является составление функционального атласа нейронных сетей мозга для восприятия, памяти, эмоций и исследование их нарушений.
В марте 2013 года запущен совместный китайско-австралийский проект создания атласа мозга нового поколения «Brainnetome Atlas», в нём трудятся исследовательские команды из Института автоматики (Пекин) и Queensland Brain Institute (Квинслендский университет, Брисбен). Спустя ещё два года технологическая инициатива в области искусственного интеллекта под названием «China Brain» была предложена руководителем поисковика Baidu Робином Ли. Он считает, что это должна быть государственная программа того же масштаба, каким был американский «Аполлон». Инициатива сфокусируется на таких областях, как человеко-машинное взаимодействие, Big Data, автономный транспорт, умная медицинская диагностика, беспилотные летательные аппараты, боевые роботы.

### Россия
В 2009 году в России было объявлено о создании такого инструмента управления инновациями во взаимодействии государства, бизнеса и науки, как технологические платформы. Первый перечень из 27 технологических платформ утверждён решением Правительственной комиссии по высоким технологиям и инновациям в апреле 2011 года. В число технологических платформ попала и «Медицина будущего», в рамках которой был подготовлен публично-аналитический доклад «Нейротехнологии». Выводы доклада заключались в том, что необходимо изучать мозг как структуру, орган и функционал.
В январе 2014 года председателем Правительства РФ утверждён подготовленный Минобрнауки России прогноз научно-технологического развития на период до 2030 года. К числу перспективных направлений научных исследований в области медицины и здравоохранения прогноз отнёс контактные устройства для взаимодействия клеток с искусственными системами; интегрированные электронные управляющие устройства для мониторинга текущего состояния организма, в том числе в удалённом режиме; системы визуализации внутренней структуры со сверхвысоким разрешением. Спустя месяц был сформулирован перечень из 16 приоритетных научных задач, в их число вошла задача «Мозг: когнитивные функции, механизмы нейродегенерации, молекулярные мишени для ранней диагностики и лечения». Среди ожидаемых результатов выполнения задачи — создание мозг-компьютерных интерфейсов, методик робот- и компьютер-опосредованной нейрореабилитации с направленной стимуляцией мозга, разработка экзоскелета. Координирует выполнение задачи заведующий лабораторией нервных и нейроэндокринных регуляций Института биологии развития РАН академик Михаил Угрюмов.
Как говорилось выше, в 2015 году Нейронет был включён в число ключевых рынков Национальной технологической инициативы. Первостепенным инструментом формирования НТИ является проведение форсайтов. Методология форсайта подразумевает, что будущее не предопределено и зависит от нашего выбора в настоящем. Чтобы повлиять на будущее, необходима сборка субъектов развития. Таким образом, форсайты нужны не столько для того, чтобы сделать прогноз, сколько для выработки их участниками общей стратегии поведения, то есть для формирования субъекта развития. Предполагается, что форсайт должен сформировать представление о том, какие коммерческие продукты должны появиться на основе новых технологий. После этого должны возникнуть люди, заинтересованные перспективой создания таких продуктов. Наконец, данные персоны должны сформировать учёным запрос на то, какие технологические барьеры следует устранить для создания необходимых коммерческих продуктов. Организационно будущие субъекты развития оформляются как рабочие группы НТИ. Рабочую группу по рынку Нейронета возглавил председатель совета директоров Центра высоких технологий «ХимРар» Андрей Иващенко. Также созданы подгруппы по нейроинтерфейсам (возглавил руководитель компании «Нейроматикс» Владимир Статут), нейрофизиологии (упоминавшийся уже Максим Патрушев), нейросемантике (первый проректор Московского технологического института Евгений Плужник).
В настоящее время исследования, связанные с нейрокоммуникациями, осуществляют следующие научные центры: Институт высшей нервной деятельности и нейрофизиологии РАН (Г. А. Иваницкий и А. А. Фролов), Институт медико-биологических проблем РАН, Институт мозга человека имени Н. П. Бехтеревой РАН, Институт эволюционной физиологии и биохимии имени И. М. Сеченова РАН, НБИКС-центр НИЦ «Курчатовский институт», Научный центр неврологии РАМН, НИИ молекулярной биологии и биофизики СО РАМН, лаборатория нейрофизиологии и нейрокомпьютерных интерфейсов МГУ (А. Я. Каплан), НИИ нейрокибернетики имени А. Б. Когана Южного федерального университета (Б. М. Владимирский и В. Н. Кирой), лаборатория «Нейрофизиология виртуальной реальности» Университета ИТМО (Ю. Е. Шелепин), лаборатория «Нейроимитирующих информационных систем и нейродинамики» Нижегородского госуниверситета имени Н. И. Лобачевского, Институт электронных управляющих машин имени И. С. Брука. Отдельно следует упомянуть реализуемые проекты NeuroG, посвящённый разработке неинвазивных приборов для распознавания образов, и выполняемое коллективом движения «Россия 2045» (В. Л. Дунин-Барковский) обратное конструирование мозга.

## Риски
Технофобия является составной частью современной культуры, в том числе кинематографа. Технологии нейрокоммуникаций тоже не избежали критики, которая заостряет внимание на следующих возможных проблемах:
- нейрохакинг — взлом сетей Нейронета с нанесением вреда человеческому телу, распространение по сети специфических вирусов[103];
- угроза внешнего управления людьми (в том числе со стороны искусственного интеллекта[англ.], как показано в фильме «Матрица»), нарушения неприкосновенности частной жизни[104][60];
- изменение человеческой сущности, превращение людей в биороботов[105];
- расслоение человечества, превращение элиты в новый биологический вид сверхлюдей[106];
- возражения религиозного характера[105].

Ответ критикам базируется на той мысли, что человек не только то, чем является сейчас, но и то, чем он может быть. Например, можно обратиться к практике групповой психотерапии и особенно к трудам Курта Левина, который рассматривал личностные расстройства как результат и проявление нарушенных отношений с другими людьми и социальным окружением. Левин полагал, что большинство эффективных изменений происходят в групповом взаимодействии, а Нейронет как раз является средой общения, в которой сняты барьеры восприятия. В частности, нельзя исключить того, что становление Нейронета приведёт к социальным изменениям, уменьшающим озвучивающиеся риски.

### Рекомендуемая литература
- Латур Б. Пересборка социального: Введение в акторно-сетевую теорию = Reassembling the Social: An Introduction to Actor-Network-Theory. — 1st ed. — New York: Oxford University Press, 2005. — 301 p. — ISBN 978-0-19-925604-4. Архивировано 3 декабря 2013 года. Архивная копия от 9 марта 2013 на Wayback Machine
- Николелис М. Интерфейсы «мозг-мозг»: когда реальность сталкивается с научной фантастикой (англ.) = Brain-to-Brain Interfaces: When Reality Meets Science Fiction // Cerebrum: the Dana Forum on Brain Science : журнал. — Dana Foundation[англ.], 2014. — 8 September. — ISSN 1524-6205. Архивировано 3 ноября 2020 года.
- Хьюз Дж.[англ.]. Гражданин киборг: Почему демократические сообщества должны ответить изменённому человеку будущего = Citizen Cyborg: Why Democratic Societies Must Respond to the Redesigned Human of the Future. — 1st ed. — Боулдер (Колорадо): Westview Press, 2004. — XX, 294 p. — ISBN 978-0-8133-4198-9. (недоступная ссылка)